# 未確認動物

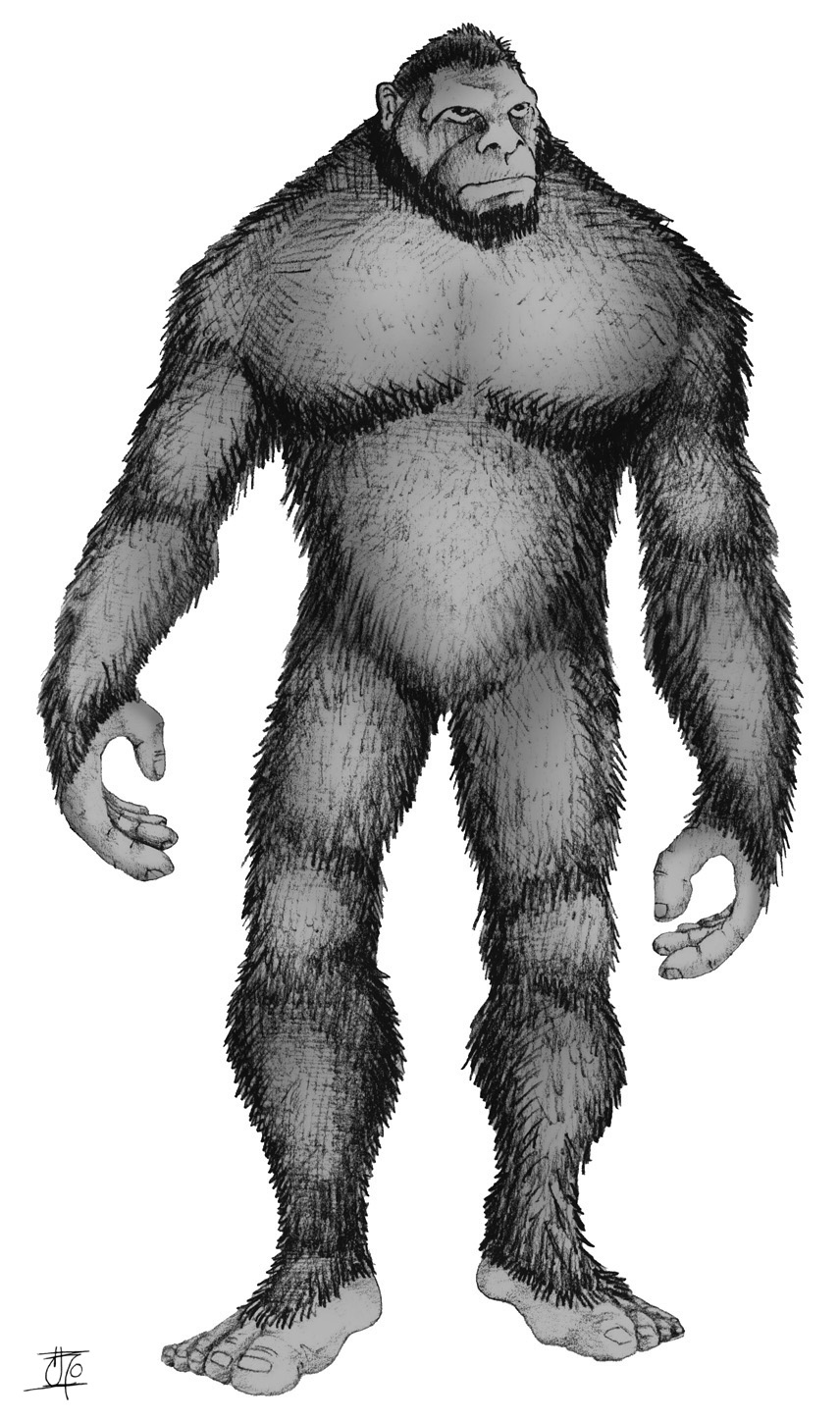
未確認動物大腳怪

未確認動物（Cryptid）是傳說中可能存在，但是，生物學上尚未確認的未知動物。

## 概要
有目撃的例子或傳聞，但是，尚未確認是否實際存在的生物。世界上有許多未確認動物的目撃實例，甚至有影像記錄，也有家畜或人類遭到襲撃的事件。在尼斯湖生息的尼斯湖水怪有許多目撃的記錄，也成為小說、電影的題材。

## 脚注
1. ↑  実吉達郎 『世界の怪動物99の謎』 二見書房 1992 ISBN 4576920359
2. ↑  山口敏太郎 『本当にいる日本の未知生物案内』 笠倉出版社 2005 ISBN 4773003065
3. ↑  並木伸一郎 『未確認動物UMA大全』 学習研究社 2007 ISBN 4054034500

## 關連項目
- 神秘生物列表
- 神秘动物学
- 超常現象
- 怪物
- 妖怪

## 外部連結
- オープンディレクトリ: 科学: オルタナティブ科学: 未確認生物 （页面存档备份，存于）